# Golema Tsrtsoriya
Golema Tsrtsoriya o Golema Crcorija es un pueblo ubicado en el municipio de Kriva Palanka, en Macedonia del Norte.

## Superficie
Posee una superficie de 10,36 kilómetros cuadrados.

## Demografía
Hasta 2021 la población era de 18 habitantes, con una densidad de población de 1,737 habitantes por kilómetro cuadrado.